# تشارلز بيكر (لاعب كرة قدم)
تشارلز بيكر (بالإنجليزية: Charles Baker)‏ هو لاعب كرة قدم بريطاني (وحمل سابقاً جنسية المملكة المتحدة لبريطانيا العظمى وأيرلندا) في مركز مهاجم داخلي، ولد في 10 فبراير 1870 في المملكة المتحدة، وتوفي في 10 يوليو 1924. لعب مع ستوك سيتي ونادي ساوثهامبتون ووولفرهامبتون واندررز.